# Membranaria sacchari
Membranaria sacchari är en insektsart som först beskrevs av Takahashi 1928.  Membranaria sacchari ingår i släktet Membranaria och familjen skålsköldlöss.
Artens utbredningsområde är Taiwan. Inga underarter finns listade i Catalogue of Life.